# Europese auto in 1983
Dit artikel geeft een overzicht van alle Europese personenwagens uit 1983. De auto's staan alfabetisch gerangschikt per merk.
| Alfa Romeo |                  | concern:                                                     | onafhankelijk |
| Alfa Romeo | divisie:         |                                                              |               |
| Alfa Romeo | merk:            | Alfa Romeo Italië                                            |               |
| Alfa Romeo | model:           | 33                                                           |               |
| Alfa Romeo | einde productie: | 1995                                                         |               |
| Alfa Romeo | productieaantal: | 866.958 (33 Limousine), 989.324 (totaal incl. SW/Sportwagon) |               |

| Alfa Romeo |                  | concern:          | onafhankelijk |
| Alfa Romeo | divisie:         |                   |               |
| Alfa Romeo | merk:            | Alfa Romeo Italië |               |
| Alfa Romeo | model:           | Arna              |               |
| Alfa Romeo | einde productie: | 1986              |               |
| Alfa Romeo | productieaantal: | 53.047            |               |

| Alfa Romeo |                  | concern:                            | onafhankelijk |
| Alfa Romeo | divisie:         |                                     |               |
| Alfa Romeo | merk:            | Alfa Romeo Italië                   |               |
| Alfa Romeo | model:           | Alfa Romeo Giulietta (1977) Serie 3 |               |
| Alfa Romeo | einde productie: | 1985                                |               |
| Alfa Romeo | productieaantal: | 379.691                             |               |

| Audi |                  | concern:            | Volkswagen West-Duitsland |
| Audi | divisie:         |                     |                           |
| Audi | merk:            | Audi West-Duitsland |                           |
| Audi | model:           | 100 Avant           |                           |
| Audi | einde productie: | 1990                |                           |
| Audi | productieaantal: | ?                   |                           |

| Audi |                  | concern:            | Volkswagen West-Duitsland |
| Audi | divisie:         |                     |                           |
| Audi | merk:            | Audi West-Duitsland |                           |
| Audi | model:           | 200                 |                           |
| Audi | einde productie: | 1991                |                           |
| Audi | productieaantal: | ?                   |                           |

| Austin |                  | concern:                   | Austin-Rover group Verenigd Koninkrijk |
| Austin | divisie:         |                            |                                        |
| Austin | merk:            | Austin Verenigd Koninkrijk |                                        |
| Austin | model:           | Maestro                    |                                        |
| Austin | einde productie: | 1990                       |                                        |
| Austin | productieaantal: | ?                          |                                        |

| Citroën |                  | concern:          | PSA Peugeot Citroën Frankrijk |
| Citroën | divisie:         |                   |                               |
| Citroën | merk:            | Citroën Frankrijk |                               |
| Citroën | model:           | Visa cabriolet    |                               |
| Citroën | einde productie: | 1985              |                               |
| Citroën | productieaantal: | ?                 |                               |

| Donkervoort |                  | concern:              | onafhankelijk |
| Donkervoort | divisie:         |                       |               |
| Donkervoort | merk:            | Donkervoort Nederland |               |
| Donkervoort | model:           | S7                    |               |
| Donkervoort | einde productie: | 1987                  |               |
| Donkervoort | productieaantal: | ?                     |               |

| FIAT |                  | concern:    | onafhankelijk |
| FIAT | divisie:         |             |               |
| FIAT | merk:            | FIAT Italië |               |
| FIAT | model:           | Regata      |               |
| FIAT | einde productie: | 1988        |               |
| FIAT | productieaantal: | ?           |               |

| FIAT |                  | concern:    | onafhankelijk |
| FIAT | divisie:         |             |               |
| FIAT | merk:            | FIAT Italië |               |
| FIAT | model:           | Uno         |               |
| FIAT | einde productie: | 1989        |               |
| FIAT | productieaantal: | ?           |               |

| Isdera |                  | concern:              | onafhankelijk |
| Isdera | divisie:         |                       |               |
| Isdera | merk:            | Isdera West-Duitsland |               |
| Isdera | model:           | Commendatore          |               |
| Isdera | einde productie: | 1988                  |               |
| Isdera | productieaantal: | ?                     |               |

| Land Rover |                  | concern: | British Leyland Verenigd Koninkrijk |
| Land Rover | divisie:         | |                                     |
| Land Rover | merk:            | Land Rover Verenigd Koninkrijk |                                     |
| Land Rover | model:           | One Ten (110) vijfdeur-Station Wagon / tweedeur-pick-up (de modelnaam verwijst naar de wielbasis in inch; in 1990 hernoemd tot Defender 110) |                                     |
| Land Rover | einde productie: | 1990 |                                     |
| Land Rover | productieaantal: | ca. 150.000 (inclusief de Ninety uit 1984 en utilitaire One Two Seven uit 1985)                                                              |                                     |

| Renault |                  | concern:          | onafhankelijk |
| Renault | divisie:         |                   |               |
| Renault | merk:            | Renault Frankrijk |               |
| Renault | model:           | 11                |               |
| Renault | einde productie: | 1987              |               |
| Renault | productieaantal: | ?                 |               |

| Saab |                  | concern:      | onafhankelijk |
| Saab | divisie:         |               |               |
| Saab | merk:            | Saab Zweden   |               |
| Saab | model:           | 900 cabriolet |               |
| Saab | einde productie: | 1993          |               |
| Saab | productieaantal: | ?             |               |

| Vauxhall |                  | concern:                     | General Motors Verenigde Staten |
| Vauxhall | divisie:         |                              |                                 |
| Vauxhall | merk:            | Vauxhall Verenigd Koninkrijk |                                 |
| Vauxhall | model:           | Carlton -/estate             |                                 |
| Vauxhall | einde productie: | 1986                         |                                 |
| Vauxhall | productieaantal: | ?                            |                                 |

| Volkswagen |                  | concern:                  | onafhankelijk |
| Volkswagen | divisie:         |                           |               |
| Volkswagen | merk:            | Volkswagen West-Duitsland |               |
| Volkswagen | model:           | Golf (2e generatie)       |               |
| Volkswagen | einde productie: | 1990                      |               |
| Volkswagen | productieaantal: | ?                         |               |

| Volvo |                  | concern:     | onafhankelijk |
| Volvo | divisie:         |              |               |
| Volvo | merk:            | Volvo Zweden |               |
| Volvo | model:           | 240          |               |
| Volvo | einde productie: | 1992         |               |
| Volvo | productieaantal: | 1.735.359    |               |